# Dryopetalon crenatum
Dryopetalon crenatum är en korsblommig växtart som först beskrevs av Townshend Stith Brandegee, och fick sitt nu gällande namn av Reed Clark Rollins. Dryopetalon crenatum ingår i släktet Dryopetalon och familjen korsblommiga växter. Inga underarter finns listade i Catalogue of Life.